# Fejér Miklós
Fejér Miklós (Zabola, 1913. november 30. – Sepsiszentgyörgy, 2002. május 5.) magyar pedagógus, magyar tankönyvíró, leánya Szász-Fejér Gyöngyi műfordító.

## Életútja
Középiskoláit a kézdivásárhelyi, csíkszeredai és brassói katolikus gimnáziumokban, egyetemi tanulmányait Kolozsvárt végezte, ahol 1938-ban magyar-francia szakos tanári oklevelet szerzett. Brassóban, Székelyudvarhelyen, Gyergyószentmiklóson, 1942-től Kolozsvárt tanított, cikkeit a Tanügyi Újság, Utunk, A Hét, NyIrK közölte. 1959-ben koholt vádak alapján letartóztatták, bebörtönözték, szabadulása után nehezen kapott munkát, 1965-től nyugalomba vonulásáig Szucság községben tanított.
Molnár Annával és Nagy Jenővel kidolgozott módszertani útmutatója (1954) a tanároknak szolgált segédeszközül; Gazda Ferenccel és Nagy Jenővel, majd Bartosné Lengyel Katalinnal magyar nyelvtant, Jócsák Jánossal magyar olvasókönyvet állított össze az V-VII. osztály számára (1954-58); a középiskolák felső tagozata részére Csehi Gyulával és Jócsák Jánossal Irodalomtörténeti alapfogalmak címen írt tankönyvet (1956), Jócsák Jánossal és Székely Erzsébettel pedig Magyar irodalomtörténetet (1957). Részt vett a magyar irodalmi szöveggyűjtemények szerkesztésében a VIII. (1956) és a IX. osztály (1957) számára.

## Kötetei
- Letűnt paraszti világ Zabolán; Művelődés, Kolozsvár, 2020

## Külső hivatkozások
- Jeles zabolaiak